# آنتون رودینسکی
آنتون رودینسکی (انگلیسی: Antun Rudinski; ۱ اکتبر ۱۹۳۷ – ۷ اکتبر ۲۰۱۷) بازیکن فوتبال اهل یوگسلاوی بود.
از باشگاه‌هایی که در آن بازی کرده‌است می‌توان به باشگاه فوتبال متس، باشگاه فوتبال ستاره سرخ بلگراد، و باشگاه فوتبال پارتیزان اشاره کرد.
وی همچنین در تیم ملی فوتبال یوگسلاوی بازی کرده‌است.